# Plynnon zborowskii
Plynnon zborowskii är en spindelart som beskrevs av Christa L. Deeleman-Reinhold 200. Plynnon zborowskii ingår i släktet Plynnon och familjen månspindlar. Inga underarter finns listade i Catalogue of Life.